# (4586) Gunvor
(4586) Gunvor es un asteroide perteneciente al cinturón de asteroides, descubierto el 24 de septiembre de 1960 por Cornelis Johannes van Houten en conjunto a su esposa también astrónoma Ingrid van Houten-Groeneveld y el astrónomo Tom Gehrels desde el Observatorio del Monte Palomar, Estados Unidos.

## Designación y nombre
Designado provisionalmente como 6047 P-L. Fue nombrado Gunvor en homenaje a "Gunvor Ulla Marie Ollongren-Lundgren" esposa del astrónomo y matemático holandés Alexander Ollongren.

## Características orbitales
Gunvor está situado a una distancia media del Sol de 2,306 ua, pudiendo alejarse hasta 2,485 ua y acercarse hasta 2,126 ua. Su excentricidad es 0,077 y la inclinación orbital 5,159 grados. Emplea 1279 días en completar una órbita alrededor del Sol.

## Características físicas
La magnitud absoluta de Gunvor es 13,8. Tiene 4,415 km de diámetro y su albedo se estima en 0,274.